# Vệ nữ Willendorf
Vệ nữ Willendorf (tiếng Đức: Venus von Willendorf) còn có tên khác là Người phụ nữ Willendorf là một đồ tạo tác dạng tượng cao 11 cm mô tả hình dáng của một phụ nữ, bức tượng này được ước tính là ra đời vào khoảng thời gian giữa 21.000 và 20.000 năm TCN. Nó được nhà khảo cổ học Josef Szombathy tìm thấy tại một di chỉ thời đại đồ đá cũ ở gần làng Willendorf, cách không xa thành phố Krems thuộc Hạ Áo. Bức tượng này được chạm khắc từ một tảng đá vôi kiểu đá trứng cá vốn không có nguồn gốc từ vùng này, và được nhuộm màu đỏ từ đất hoàng thổ. Đây là một trong những đồ tạo tác và hiện vật khảo cổ quan trọng nhất của ngành khảo cổ hiện đại.

## Mô tả
Vệ nữ Willendorf được tìm thấy tại một di chỉ khảo cổ thời đại đồ đá cũ có chứa một số bùa hộ mệnh bằng Moldavite.
Đặc điểm nổi bật của Vệ nữ Willendorf là phần ngực và bụng có kích thước rất lớn so với tổng thể bức tượng, và phần âm hộ của tượng được điêu khắc chi tiết, điều này đã khiến nhiều học giả cho rằng bức tượng là biểu tượng của khả năng sinh sản. Người phụ nữ trong bức tượng không có một khuôn mặt cụ thể, đầu của cô được che phủ bởi những dải băng nằm ngang cuộn vòng, đây có thể là những nếp tóc, hoặc một kiểu đầu nào đó.

## Lịch sử

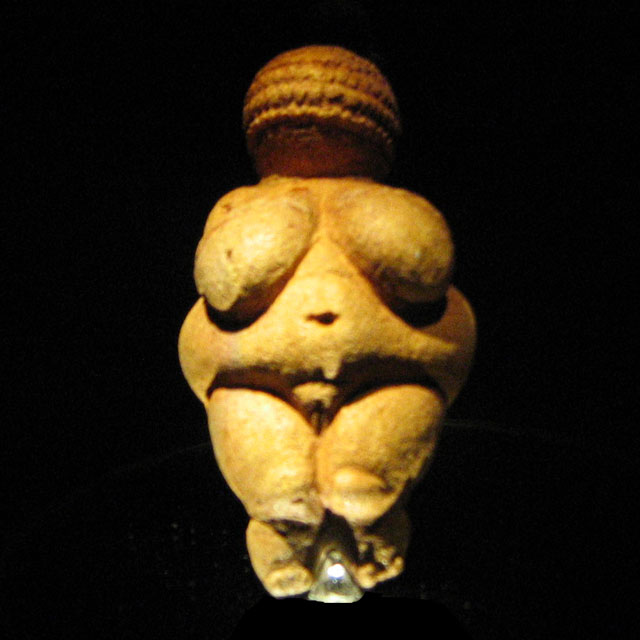
Vệ nữ Willendorf

Tính tới năm 1990, những nghiên cứu về địa tầng của khu vực khảo cổ tại Willendorf cho thấy rất có thể bức tượng tạo tác có tuổi đời khoảng từ 24.000 đến 22.000 năm TCN. Người ta thu thập được rất ít thông tin về nguồn gốc, cách tạo tác hay ý nghĩa văn hóa của bức tượng này. Ngay cả mục đích làm ra bức tượng cũng là chủ đề của nhiều suy đoán, nó được khắc mà không có chân đế và không thể tự đứng vững. Catherine McCoid và LeRoy McDermott đã đặt ra giả thuyết rằng Vệ nữ Willendorf và các nhà máy tương tự có thể chỉ là những tác phẩm tự khắc.
Biệt danh Vệ nữ Willendorf của bức tượng khiến cho nhiều người xem muốn so sánh nó với hình ảnh cổ điển của Tượng thần Vệ Nữ, điều này đã gặp phải sự phản đối từ nhiều phân tích hiện đại. Theo Christopher Witcombe thì cái biệt danh hơi có chút mỉa mai này thực ra lại là để thỏa mãn những suy đoán nhất định ở thời đó về người nguyên thủy, về phụ nữ và về gu thưởng thức.
Hiện nay Vệ nữ Willendorf được trưng bày tại Bảo tàng Lịch sử Tự nhiên tại Viên, Áo.